# Det Kongelige Nordiske Oldskriftselskab
Det Kongelige Nordiske Oldskriftselskab blev stiftet 28. januar 1825 af blandt andre Carl Christian Rafn og Rasmus Rask med formålene at udgive oldnordisk litteratur og fremme kendskabet til den nordiske oldtid. Selskabet blev dog først kongeligt 9. maj 1828.
Selskabet har udgivet Aarbøger for Nordisk Oldkyndighed og Historie og har gennem årene også udgivet flere enkeltstående værker som Christian Jürgensen Thomsen: Ledetraad til Nordisk Oldkyndighed (1836), Christian Rafn: Antiquitates Americanae (1837), Kongespejlet. Konungs skuggsjá. I dansk oversættelse ved Finnur Jónsson (1926) og Lexicon poeticum antiquæ linguæ septentrionalis: Ordbog over det norsk-islandske Skjaldesprog. (2. udgave 1931). I nyere tid udgives serien Nordiske Fortidsminder.
Selskabet har den danske regent som præsident.

## Eksterne link
- Serien Nordiske Fortidsminder Arkiveret 13. marts 2012 hos  Wayback Machine